# Edmond Levy
Edmund A. Levy (* 26. September 1929 in Toronto, Kanada; † 10. Oktober 1998 in Manhattan, New York City) war ein kanadisch-US-amerikanischer Filmregisseur, Drehbuchautor und Filmproduzent, der 1967 mit einem Oscar ausgezeichnet wurde.

## Leben
Seinen Einstieg ins Filmgeschäft gab Levy 1965 in einer Folge der US-Sitcom Katy; in der Titelrolle war Inger Stevens besetzt. Im selben Jahr übernahm er zudem für zwei Folgen der dokumentarischen Fernsehserie America’s Crises die Regie. 1966 produzierte Levy den Dokumentar-Kurzfilm A Year Toward Tomorrow, der sich mit dem Programm des AmeriCorps VISTA beschäftigt, einem nationalen Dienstleistungsprogramm zur Linderung von Armut. Für den Film wurde er 1967 in der Kategorie „Bester Dokumentar-Kurzfilm“ mit einem Oscar ausgezeichnet.
Für die französische Fernsehserie Abenteuer am Roten Meer über den französischen Seeoffizier und Abenteurer Henry de Monfreid (Pierre Massimi) zu Beginn des 20. Jahrhunderts schrieb Levy 1968 das Drehbuch. Gedreht wurde die komplette Serie im Iran. Als seine letzte Regiearbeit wird die Regie in dem Fernsehfilm Die Chaotin und der Wolfmann von 1980 gelistet. In dem 1986 veröffentlichten Film Thérèse von Alain Cavalier spielte er einen Kardinal.
1994 erschien sein Buch Making a Winning Short: How to write, direct, edit, and produce a short film (Wie schreibe, leite, bearbeite und produziere ich einen Kurzfilm).
Edmond Levy starb im Oktober 1998 im Alter von 69 Jahren in Manhattan.

## Filmografie (Auswahl)
- 1960: Beyond Silence (Dokumentar-Kurzfilm) Regie
- 1960: La blessure (Kurzfilmadaption) Drehbuch
- 1965: Katy (The Farmer’s Daughter; Fernsehserie, Folge Katy the Diplomat) Regie
- 1965: America’s Crises (dokumentarische Fernsehserie, 2 Folgen) Regie
- 1966: A Year Toward Tomorrow (Dokumentar-Kurzfilm) Regie, Produzent
- 1967: While I Run This Race (Dokumentar-Kurzfilm) Regie
- 1968: Abenteuer am Roten Meer (Les secrets de la mer rouge; Fernsehserie) Drehbuch
- 1980: Die Chaotin und der Wolfmann (Mom, the Wolfman and Me; Fernsehfilm) Regie

## Auszeichnungen
- Oscargewinner 1967: Oscar für A Year Toward Tomorrow